# Energia mareelor

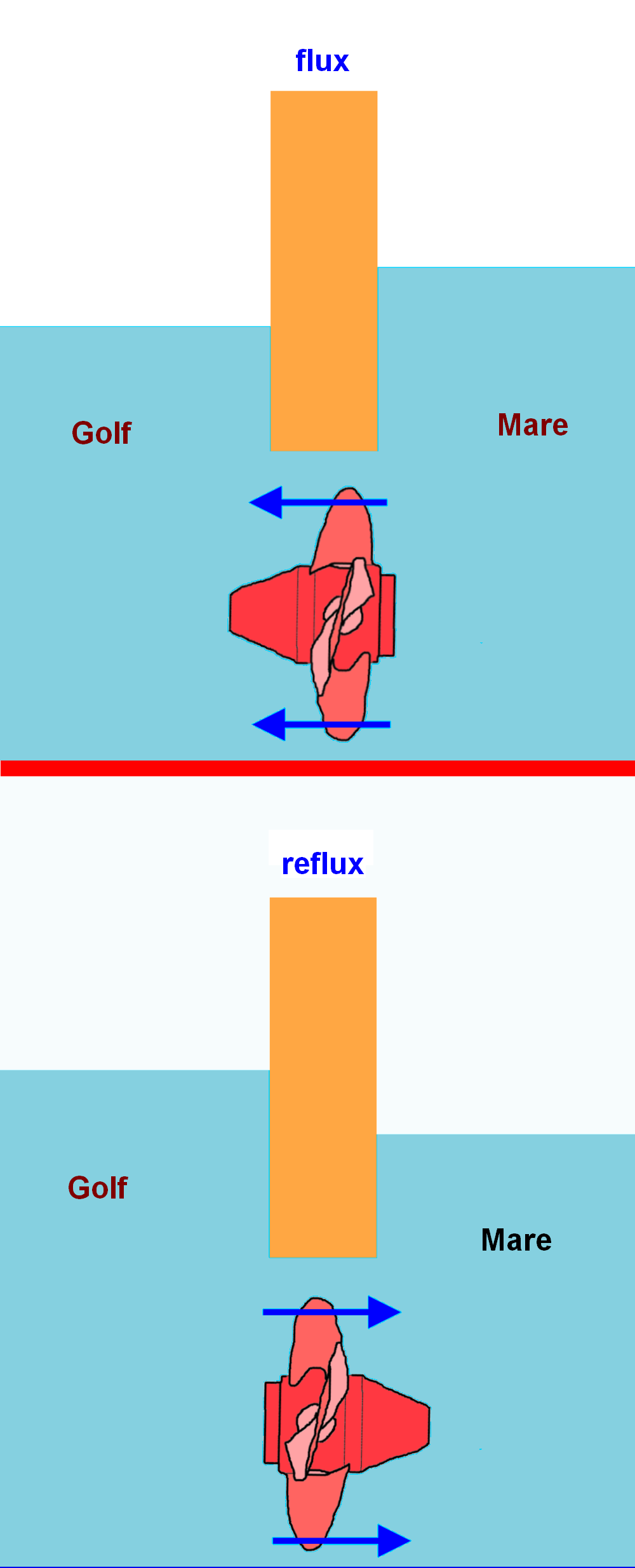
Modul de funcţionare al unei centrale utilizând energia mareelor

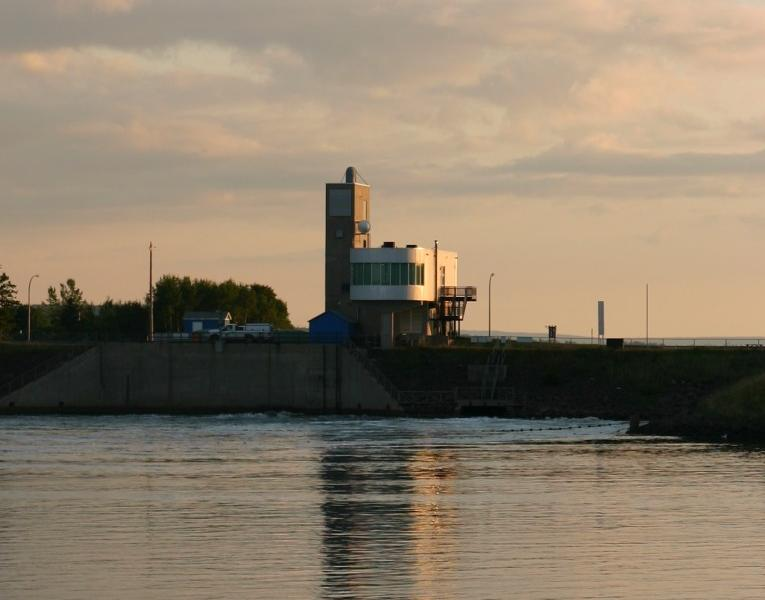
Centrală utilizând energia mareelor din Annapolis Royal, Nova Scotia, Canada

Energia mareelor este energia ce poate fi captată prin exploatarea energiei potențiale rezultate din deplasarea pe verticală a masei de apă la diferite niveluri sau a energiei cinetice datorate curenților de maree. Energia mareelor rezultă din forțele gravitaționale ale Soarelui și Lunii, precum și ca urmare a rotației terestre.
Este o formă de energie regenerabilă.